# Ceromya pruniosa
Ceromya pruniosa là một loài ruồi trong họ Tachinidae.